# Der junge Rembrandt – Rising Star
Die Ausstellung Der junge Rembrandt – Rising Star (niederländisch Jonge Rembrandt – Rising Star, englisch Young Rembrandt – Rising Star) fand vom 2. November 2019 bis zum 9. Februar 2020 im Museum De Lakenhal in Leiden, Niederlande und vom 27. Februar bis 7. Juni 2020 im Ashmolean Museum in Oxford, Vereinigtes Königreich statt. Die Ausstellung war nach Angaben des Museums De Lakenhal die erste große Ausstellung, die ausschließlich dem Frühwerk des Künstlers gewidmet war.

## Ausstellung
Fast 400 Jahre nach ihrer Entstehung kehrten für die Ausstellung zahlreiche während seiner Leidener Periode entstandene Werke Rembrandts in dessen Geburtsstadt zurück. Die Ausstellung umfasste etwa vierzig Gemälde, siebzig Radierungen und zehn Zeichnungen Rembrandts, sowie einige Arbeiten seiner Lehrer Jacob Isaacsz. van Swanenburgh und Pieter Lastman, seines Freundes und Kollegen Jan Lievens, und anderer Maler. Die Werke deckten die ersten zehn Jahre von Rembrandts künstlerischer Tätigkeit ab, von 1624 bis 1634.
„Der junge Rembrandt – Rising Star“ wurde von Mitarbeitern zweier Museen kuratiert, dem Kunsthistoriker und ehemaligen Direktor des Ashmolean Museum, Christopher Brown, sowie den Kuratoren Christiaan Vogelaar vom Museum De Lakenhal und An Van Camp vom Ashmolean Museum. Die Ausstellung war Teil einer Reihe von Veranstaltungen, mit denen Einrichtungen wie das Rijksmuseum Amsterdam und das Museum Het Rembrandthuis in Amsterdam und das Mauritshuis in Den Haag im Jahr 2019 den 350. Todestag Rembrandts begingen. Für das Museum De Lakenhal war es die erste große Ausstellung nach dem Abschluss umfangreicher Renovierungen und der Eröffnung eines neuen Flügels im Juni 2019.

## Hintergrund
Nach seiner achtjährigen Schulausbildung in Leiden begann Rembrandt 1624 ein Studium an der philosophischen Fakultät der Universität Leiden, das er nach kurzer Zeit abbrach. Noch 1620 begann er eine dreieinhalb Jahre währende Ausbildung bei Jacob Isaacsz. van Swanenburgh, der in Italien geschult wurde und für seine Darstellungen der Hölle bekannt ist. Möglicherweise lernte Rembrandt von ihm das Spiel mit Licht und Schatten, das sein Werk später auszeichnete. 1624 ging Rembrandt nach Amsterdam, um bei Pieter Lastman zu lernen. Obwohl diese zweite Lehrzeit nur ein halbes Jahr dauerte, hatte Lastman einen größeren künstlerischen Einfluss auf Rembrandt als van Swanenburgh. 1625 kehrte Rembrandt nach Leiden zurück und gründete mit seinem Freund und Kollegen Jan Lievens eine gemeinsame Werkstatt. 1632 zog er nach Amsterdam, wo er im Juli 1634 Saskia van Uylenburgh heiratete.

## Werke in der Ausstellung (Auswahl)
| Bild | Titel                                         | Künstler  | Entstehung | Verfahren und Format                                | Werkverzeichnis | Sammlung, Ort                                  |
| ---- | --------------------------------------------- | --------- | ---------- | --------------------------------------------------- | --------------- | ---------------------------------------------- |
|      | Der Brillenverkäufer (Sehen)                  | Rembrandt | 1624/1625  | Öl auf Eichenholz, 21,0 × 17,8 cm                   | Corpus 1        | Museum De Lakenhal, Leiden, Niederlande        |
|      | Lasset die Kinder zu mir kommen               | Rembrandt | um 1625    | Öl auf Leinwand (doubliert), 103,5 × 86 cm          | –               | Kunsthandel (London oder Amsterdam)            |
|      | Historiengemälde mit Selbstporträt des Malers | Rembrandt | 1626       | Öl auf Eichenholz, 90,1 × 121,3 cm                  | Corpus 7        | Museum De Lakenhal, Leiden, Niederlande        |
|      | Porträt eines alten Mannes (Rembrandts Vater) | Rembrandt | 1627/1630  | Rote und schwarze Kreide auf Papier, 18,9 × 24,0 cm | –               | Ashmolean Museum, Oxford, England              |
|      | Selbstporträt als junger Mann                 | Rembrandt | 1628       | Öl auf Eichenholz, 22,6 × 18,7 cm                   | Corpus 20       | Rijksmuseum Amsterdam, Niederlande             |
|      | Gruppe in einem Innenraum                     | Rembrandt | ca. 1628   | Öl auf Eichenholz, 19,7 × 25,4 cm                   | Corpus 22       | National Gallery of Ireland, Dublin, Irland    |
|      | Das Mahl in Emmaus                            | Rembrandt | 1629       | Öl auf Papier, auf Holz aufgezogen, 37,4 × 42,3 cm  | Corpus 25       | Musée Jacquemart-André, Paris, Frankreich      |
|      | Simson und Delila                             | Rembrandt | 1629/1630  | Öl auf Eichenholz, 61,3 × 50,1 cm                   | Corpus 37       | Gemäldegalerie, Berlin                         |
|      | Jeremia beklagt die Zerstörung Jerusalems     | Rembrandt | 1630       | Öl auf Eichenholz, 58,0 × 46,0 cm                   | Corpus 39       | Rijksmuseum Amsterdam, Niederlande             |
|      | Selbstporträt mit Mütze und offenem Mund      | Rembrandt | 1630       | Radierung, 5,2 × 4,7 cm                             | B 320           | Ashmolean Museum, Oxford, England              |
|      | Die Lobpreisung Simeons                       | Rembrandt | 1631       | Öl auf Holz, 60,9 × 47,8 cm                         | Corpus 47       | Mauritshuis, Den Haag, Niederlande             |
|      | Raub der Proserpina                           | Rembrandt | 1631       | Öl auf Holz, 84,8 × 79,7 cm                         | Corpus 49       | Gemäldegalerie, Berlin                         |
|      | Die Entführung der Europa                     | Rembrandt | 1632       | Öl auf Eichenholz, 64,6 × 78,7 cm                   | Corpus 50       | J. Paul Getty Museum, Los Angeles, USA         |
|      | Mann in orientalischer Kleidung               | Rembrandt | 1632       | Öl auf Leinwand, 152,7 × 111,1 cm                   | Corpus 84       | Metropolitan Museum of Art, New York City, USA |